# Aladin
Aladin (aus arabisch علاء الدين, DMG ʿAlāʾ ad-Dīn, zu Deutsch „Adel/Erhabenheit des Glaubens“) ist die Hauptfigur des orientalischen Märchens Aladin und die Wunderlampe aus dem Geschichtenzyklus Tausendundeine Nacht. Ähnlich wie bei Ali Baba und die vierzig Räuber geht man inzwischen davon aus, dass Aladin und die Wunderlampe vom französischen Übersetzer Antoine Galland dessen französischer Übertragung im frühen 18. Jahrhundert hinzugefügt wurde. Seine Quelle war der maronitische Christ Hanna Diyab aus Aleppo.

## Herkunft der Erzählung
Antoine Galland veröffentlichte das Märchen von Aladin 1712 im 9. und 10. Band seiner französischen Übersetzung von Tausend und eine Nacht aus dem Arabischen (Les mille et une nuits, 12 Bände, Paris 1704–17). In der Forschung wird davon ausgegangen, dass die Erzählung von Aladin nicht dem ursprünglichen Bestand der arabischen Märchensammlung angehörte. Vielmehr dürfte sie – wie sich aus Gallands Tagebüchern ergibt – vom maronitischen Geschichtenerzähler Hanna Diyab ebenso wie weitere Märchen für Galland 1709 auf Arabisch verfasst worden sein, nachdem sich die beiden Männer im gleichen Jahr in Paris getroffen hatten. Erst 250 Jahre später wurde Diyabs Reisebericht mit Hinweisen auf den Ursprung dieser und mehrerer anderer Geschichten in der Vatikanischen Bibliothek entdeckt. Nach Auswertung der verschiedenen Quellen durch die Literaturwissenschaft gilt inzwischen als gesichert, dass Diyab der Autor der Geschichte von Aladin war. Darüber hinaus vermutet die Forschung, dass mehrere der Geschichten teilweise von Diyabs eigenem Leben inspiriert wurden, denn sie ließen Parallelen zu seiner Autobiografie erkennen.
1887 gelang dem preußischen Orientalisten Hermann Zotenberg in der Bibliothèque nationale de France die Entdeckung zweier arabischer Handschriften von Tausendundeine Nacht, in denen das Märchen von Aladin enthalten ist. Die eine wurde von dem in Paris lebenden syrisch-christlichen Priester Dīyūnisūs Shāwīsh unter seiner französischen Namensform Dom Denis Chavis 1787 niedergeschrieben. Es handelt sich bei diesem sog. Chavis-Manuskript um eine Rückübersetzung von Gallands Text ins Arabische. Das Gleiche gilt für die zweite, gegenüber der ersten nur leichte Variationen aufweisende Handschrift, die 1805–08 von Mikhail Sabbagh, einem Melkiten aus Akkon, angeblich nach einem 1703 in Bagdad verfassten Manuskript kopiert wurde. Diesen Sachverhalt, dass das Chavis- und Sabbagh-Manuskript Rückübersetzungen und keine ältere arabische Überlieferung darstellen, wies der irakisch-amerikanische Arabist Muhsin Mahdi 1994 im Rahmen seiner Arbeit an der kritischen Edition von Tausendundeiner Nacht nach.

## Handlung
Aladin ist ein in China lebender junger Taugenichts, dessen Vater, ein Schneider, verstorben ist und eine arme Witwe hinterlassen hat. Ein afrikanischer Zauberer hat davon Kenntnis, dass nur Aladin imstande ist, eine mit Zauberkräften ausgestattete Öllampe aus einer Höhle zu holen. Daher sucht er den Jungen auf, gibt sich als dessen Onkel aus und führt ihn zur Höhle. Aladin erhält vom Zauberer einen Schutz verleihenden magischen Ring und betritt die große Schätze bergende Höhle. Er stopft zahlreiche Juwelen in seine Taschen, will aber dem Zauberer die Lampe erst übergeben, wenn er wieder sicher aus der Höhle herausgelangt ist. Der Zauberer wird wütend und verschließt die Öffnung des unterirdischen Raums. Verzweifelt reibt Aladin an dem Ring, woraufhin ein mächtiger Dschinn erscheint, der die Wünsche des Ringbesitzers erfüllen muss. Mit Hilfe dieses Geistes gelangt Aladin wieder ins Freie und kann zu seiner Mutter heimkehren. Als diese die Lampe reinigen will, um sie verkaufen zu können, erscheint ein noch mächtigerer Geist, der ebenso hilfreich an der Seite des Lampenbesitzers steht.
Aladins Mutter wirbt für ihren Sohn um die Hand der schönen Tochter des Sultans, die jedoch bereits der Großwesir als Braut für seinen eigenen Sohn ausersehen hat. Der Lampengeist vereitelt aber diesen Plan und bringt die Prinzessin zu Aladin, der sich nun mit ihr vermählen kann. Ferner erbaut der Lampengeist für Aladin und dessen Braut einen Palast, der sogar jenen des Sultans an Pracht übertrifft. Der Zauberer erfährt von Aladins Glück und sucht die Sultanstochter auf, die nicht über die magische Kraft der Lampe Bescheid weiß. Er tauscht bei der Prinzessin die alt aussehende Zauberlampe gegen eine neue um und setzt sich so in ihren Besitz. Auf Befehl des Zauberers trägt der Lampengeist Aladins Palast samt der Prinzessin nach Afrika. Aladin ruft den Geist des Zauberrings herbei und wird von diesem zur Prinzessin gebracht. Nach der Wiedererlangung der Lampe und Tötung des Zauberers werden der Palast und die Sultanstochter wieder an ihre frühere Stelle zurückversetzt. Der böse Bruder des Zauberers will Rache an Aladin nehmen und besucht, als alte Frau verkleidet, dessen Palast. Doch der durch den Ringgeist gewarnte Aladin erdolcht ihn. Er lebt daraufhin lange Zeit in glücklicher Ehe mit der Prinzessin und folgt dem Sultan nach dessen Tod auf den Thron.

## Adaptionen
Die Geschichte von Aladin wurde bald nach ihrer Veröffentlichung in Gallands Übersetzung von Tausendundeine Nacht in vielen literarischen und musikalischen Bearbeitungen abgewandelt. Als einer der ersten griff Johann Leonhard Rost den Stoff auf. Er publizierte seine rasch zu einem Volksbuch gewordene Fassung unter dem Titel Eine schöne lesenswerte Historie von dem unschätzbaren Schloss in der afrikanischen Höhle Xaxa im Rahmen seines Werks Meletaons wohlangerichtete und neuerfundene Tugendschule. Dieser Version wurde neben anderem eine antijüdische Tendenz zugeschrieben. Einflussreich für die weitere Rezeption des Aladin-Stoffs war Adam Oehlenschlägers in zahlreiche Sprachen übersetztes Märchenspiel Aladdin eller den forunderlige Lampe (1805). In der Folge wurde die Erzählung von Aladin zu einer der beliebtesten aus Tausendundeine Nacht.
Nicht nur im Drama, der Oper sowie in Verfilmungen und Spielen wurde der Aladin-Stoff aufgegriffen; er inspirierte auch bildende Künstler wie beispielsweise Max Slevogt zu Verarbeitungen. Zu einigen auf Aladin basierenden Werke zählen:
- 1805: Aladdin eller den forunderlige lampe, Schauspiel von Adam Oehlenschläger
- 1822: Aladin, Oper von Nicolo Isouard
- 1854: Aladin, oder Die Wunderlampe, Ballett von François Michel Hoguet (Musik von Wenzel Gährich), Berlin
- 1918–1919: Aladdin, Schauspielmusik von Carl Nielsen für das Märchenspiel von Adam Oehlenschläger
- 1924: The Thief of Baghdad (dt. Der Dieb von Bagdad), Regie: Raoul Walsh, s/w, Stummfilm
- 1936–1941: Aladin, Oper von Kurt Atterberg
- 1940: Der Dieb von Bagdad, Regie: Berger/Whelan/Powell
- 1952: Aladin and his Lamp
- 1961: Aladins Abenteuer, Regie: Mario Bava und Henry Levin
- 1961: Der Dieb von Bagdad
- 1965: Aladino e la lampada magica [Aladin und die Wunderlampe], Oper von Nino Rota
- 1967: Aladins Wunderlampe, Spielfilm – UdSSR, Regie: Boris Ryzarew
- 1970: Aladin – Aladin et la Lampe Merveilleuse, französischer Zeichentrickfilm
- 1977: Der Dieb von Bagdad, indischer Spielfilm
- 1978: Der Dieb von Bagdad, Regie: Clive Donner
- 1982: Aladin und die Wunderlampe, ein Anime-Film von Toei Animation
- 1986: Aladin, Spielfilm mit Bud Spencer als Geist der Lampe
- 1992: Aladdin, Golden Films-Zeichentrickfilm
- 1992: Aladdin, Walt-Disney-Zeichentrickfilm
- 1993: Aladin, Zeichentrickfilm von Dingo Pictures
- 1993/1994: diverse Jump’n’Run-Spiele für die damals gängigen Videospielkonsolen und Computer[7]
- 2006: Die Wunderlampe, Kinderhörspiel des Bayerischen Rundfunks, Bearbeitung und Regie: Bernhard Jugel
- 2006: Der Dieb von Bagdad, ein Brettspiel, erschienen bei Queen Games
- 2009: Aladin: Bollywoods Neu-Interpretation von Director Sujoy Ghosh, mit Ritesh Deshmukh als Aladin, Amitabh Bachchan und Sanjay Dutt
- 2009: Der Dieb von Bagdad, Folge der Fernsehserie Die Märchenstunde (Ausstrahlung 2012)
- 2010: Folge 41 der Zeichentrickserie SimsalaGrimm
- 2013: Musical von Robert Persché und Andreas Braunendal an der Oper Graz
- 2014: Aladdin, Broadwaymusical von Alan Menken nach dem gleichnamigen Walt-Disney-Zeichentrickfilm
- 2015: Aladin und das Wunder mit der Lampe, Musical im Wintergarten (Varieté) Berlin (Musik/Liedtexte: Bijan Azadian, Buch: Nadine Greitzke)
- 2018: Das schwarze Buch von Ava Reed (erschienen in: Von Fuchsgeistern und Wunderlampen; Hrsg.: Christian Handel) [direkter intertextueller Bezug]
- 2019: Aladdin, Disney-Realverfilmung nach dem gleichnamigen Zeichentrickfilm
- 2019: The Adventures of Aladdin, US-amerikanischer Abenteuerfilm und Mockbuster zur Disney-Produktion
- 2021: Walladin als Parodie von Julien Bam in seiner Reihe Märchen in Asozial
- 2022: Aladin-Musical des Theater Liberi